# Marit Strindlund
Marit Strindlund, född 7 april 1972, är en svensk opera- och orkesterdirigent. 
Strindlund studerade på dirigentutbildningen vid Kungliga Musikhögskolan i Stockholm 2000–2004 för Jorma Panula. Åren 2004–2006 genomförde Strindlund diplomstudier i dirigering med specialinriktning mot opera vid Royal Norhtern College of Music i Manchester, med Mark Elder och Mark Shananhan som lärare.
Strindlund är chefsdirigent och musikalisk ledare vid Folkoperan sedan hösten 2013. I oktober 2020 påbörjar Strindlund uppdraget som konstnärlig chef för musiken vid Kulturhuset Spira i Jönköping, parallellt med sina sista spelår som chefsdirigent vid Folkoperan 2020/2021.
Strindlund har dirigerat operaproduktioner vid Staatsoper Berlin, Opera Vlaanderen, Muziektheater Transparant Antwerpen/Haag/Amsterdam, British Youth Opera, Opera Garden Aberdeen, Ringsakeroperaen, GöteborgsOperan och Värmlandsoperan, samt varit verksam som coverdirigent för balettproduktioner vid Royal Opera House Covent Garden under tre säsonger.
2019 nominerades den produktion av operan "Usher" som Strindlund dirigerade vid Staatsoper Berlin till "Best world premier" vid International Opera Awards i London.
Strindlund har framträtt som orkesterdirigent med bland annat Kungliga Filharmonikerna, Sveriges Radios Symfoniorkester, Göteborgssymfonikerna, Malmö Symfoniorkester, Norrköpings symfoniorkester, Helsingborgs symfoniorkester, Gävle Symfoniorkester, London Southbank Sinfonia, I solisti del vento, B'Rock Ghent, Värmlandssinfoniettan, Dalasinfoniettan, Västerås Sinfonietta, Nordiska Kammarorkestern, the Spectra Ensemble Ghent, Oxalys ensemble Brussels, Kammarensemblen och Gageego.